# Гесь, Григорий Иванович
Григорий Иванович Гесь (25 марта 1916, Василевка — 7 января 1968, Электросталь) — советский лётчик-ас реактивной авиации Корейской войны, участник Великой Отечественной войны. Герой Советского Союза (1951). Майор. Военный лётчик 1-го класса.

## Биография
Родился и вырос в крестьянской семье. В 1930 году окончил семь классов школы. Работал заведующим клубом, бухгалтером в родном селе, в 1936—1937 — начальником вокзала в городе Артёмовск. 
В сентябре 1937 года призван на военную службу в Красную Армию. В 1938 году окончил Читинскую школу младших авиационных специалистов. С 1938 года служил мотористом в Батайской авиационной школе пилотов имени А. К. Серова. В 1940 году сам был зачислен курсантом в этой же школе и в 1941 году успешно окончил её. Был оставлен в Батайской авиационной школе пилотов лётчиком-инструктором. С началом войны с школой эвакуирован в город Евлах Азербайджанской ССР. С 1943 года служил лётчиком-инструктором в 4-м запасном истребительном авиационном полку Приволжского военного округа (г. Моршанск, Тамбовская область). В феврале 1944 года полк был переброшен в посёлок Рогань Харьковской области и передан в состав Харьковского военного округа. В этом полку занимался переучиванием лётчиков на истребители Як-7 и Ла-5. За отличные результаты по переобучению пилотов для фронта был награждён своей первой наградой — орденом Красной Звезды. 
Участник Великой Отечественной войны: с октября по декабрь 1944 года проходил боевую стажировку в должности командира звена 178-го гвардейского истребительного авиационного полка (14-я гвардейская истребительная авиационная дивизия, 3-й гвардейский истребительный авиационный корпус, 5-я воздушная армия), 2-й Украинский фронт). Участвовал в Дебреценской и Будапештской операциях. Совершил 21 боевой вылет на истребителе Ла-5, провёл 5 воздушных боёв, в составе группы сбил 2 самолёта противника.
После окончания войны продолжил военную службу. В марте 1946 года переведён в 176-й гвардейский истребительный авиационный полк (324-я истребительная авиационная дивизия, Московский военный округ): старший лётчик, с апреля 1947 года — командир авиационного звена, с ноября 1950 года — заместитель командира эскадрильи по лётной части. В декабре 1950 года с полком направлен в правительственную командировку в КНР.
Участник Корейской войны с марта 1951 года по январь 1952 года в составе 176-го гвардейского истребительного авиационного полка. Совершил около 120 боевых вылетов на реактивном истребителе МиГ-15, в воздушных боях лично сбил 8 самолётов противника (2 бомбардировщика B-29, 5 реактивных истребителей США, 1 поршневой истребитель австралийских ВВС).
За мужество и героизм, проявленные при выполнении воинского долга, указом Президиума Верховного Совета СССР от 10 октября 1951 года гвардии капитану Гесю Григорию Ивановичу присвоено звание Героя Советского Союза с вручением ордена Ленина и медали «Золотая Звезда» (№ 10 871).
После Корейской войны продолжал службу в 176-м гвардейском истребительном авиационном полку. В ноябре 1953 года окончил Высшие офицерские лётно-тактические курсы в Таганроге. С ноября 1953 года служил в 196-м истребительном авиационном полку ПВО (52-я воздушная истребительная армия ПВО) заместителем командира эскадрильи, а в ноябре 1954 года был назначен помощником командира полка по огневой и тактической подготовке. В июне 1957 года майор Г. И. Гесь был уволен в запас.
За время службы в авиации освоил 11 типов самолётов: У-2, УТИ-2, И-16, Як-7, Як-15, ЛаГГ-3, Ла-5, Ла-7, Ла-9, МиГ-15, МиГ-17. Военный лётчик 1-го класса (октябрь 1950).
Жил в городе Электросталь. С 1965 года работал кочегаром-оператором котельной книжной фабрики № 1 в городе Электросталь. 
Умер 7 января 1968 года. Похоронен на Старом городском кладбище города Электросталь.

## Награды
- Медаль «Золотая Звезда» Героя Советского Союза (10.10.1951)
- 2 ордена Ленина (2.6.1951, 10.10.1951)
- 3 ордена Красной Звезды (23.02.1945, 29.04.1954, 26.10.1955)
- Медаль «За боевые заслуги» (6.11.1947)
- другие медали СССР
- Медаль «Китайско-советская дружба» (КНР)